# Abdullah Al-Jumaili
Abdullah Arkan Suhi Al-Jumaili (ur. 2003) – iracki zapaśnik walczący w stylu wolnym. 
Mistrz arabski w 2023 i drugi w 2024 roku.